# Pfarrhaus (Hegnenbach)

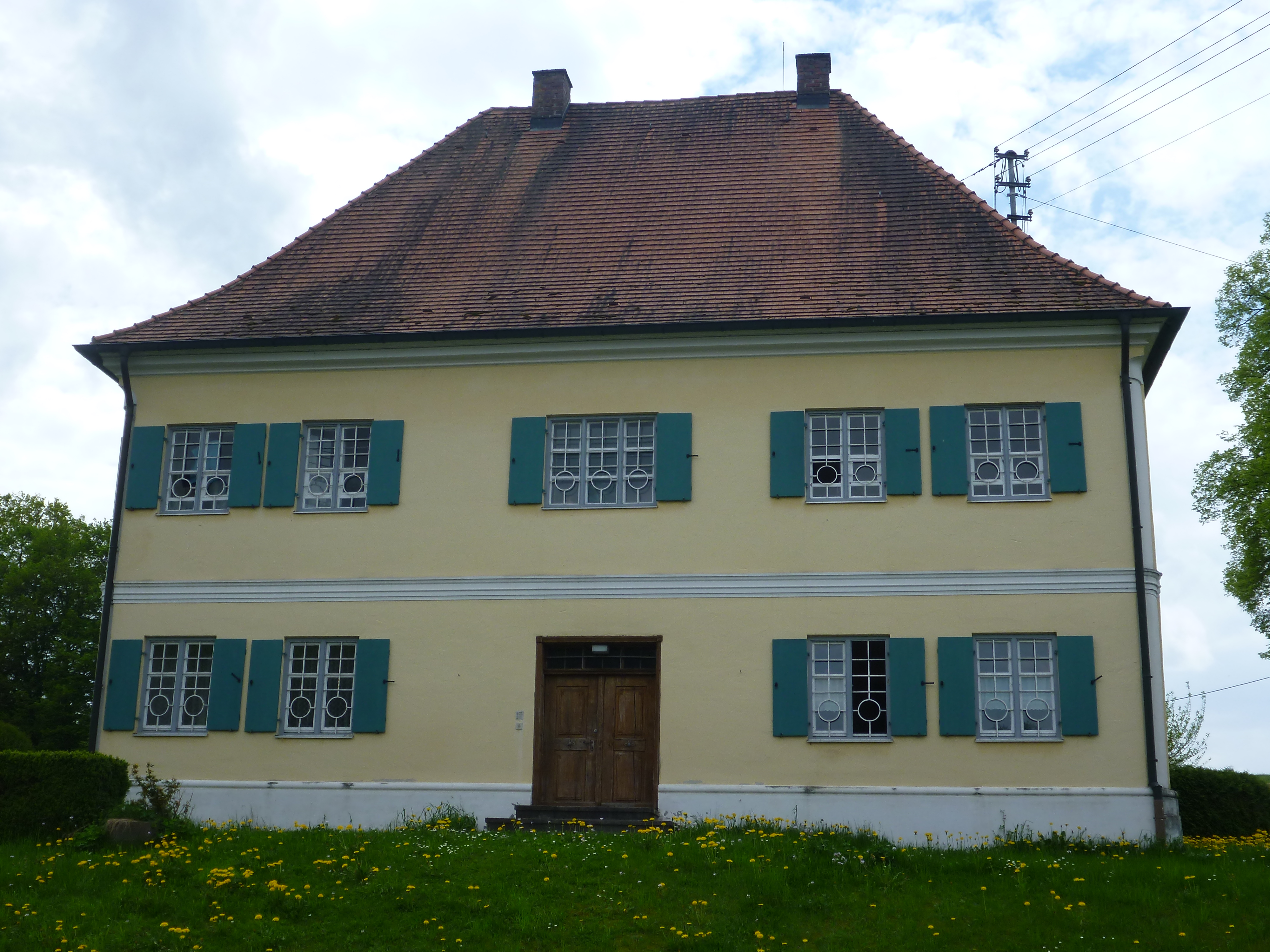
Pfarrhaus in Hegnenbach

Das Pfarrhaus in Hegnenbach, einem Gemeindeteil von Altenmünster im Landkreis Augsburg im bayerischen Regierungsbezirk Schwaben, wurde um 1750 errichtet. Das Pfarrhaus an der Sankt-Georg-Straße 32, nordöstlich der katholischen Pfarrkirche St. Georg auf einem kleinen Hügel, ist ein geschütztes Baudenkmal.
Der zweigeschossige Walmdachbau mit fünf zu vier Fensterachsen wurde vermutlich von Johann Georg Hitzelberger erbaut.
In den 1980er Jahren fand eine umfassende Renovierung statt.